# Karl-Heinrich Weise
Karl-Heinrich Weise (Gera, 24 de maio de 1909 — 15 de abril de 1990) foi um matemático alemão.
Filho de um professor ginasial, estudou a partir de 1928 na Universidade de Leipzig e na Universidade de Jena, onde obteve em 1934 o doutorado, orientado por Robert König.

## Obras
- com Robert König: Mathematische Grundlagen der Kartographie, Band 1 (Das Erdsphäroid und seine konformen Abbildungen), Springer 1951
- Gewöhnliche Differentialgleichungen, Wolfenbütteler Verlagsanstalt 1948
- Differentialgleichungen, Vandenhoeck und Ruprecht 1966